# Cataif

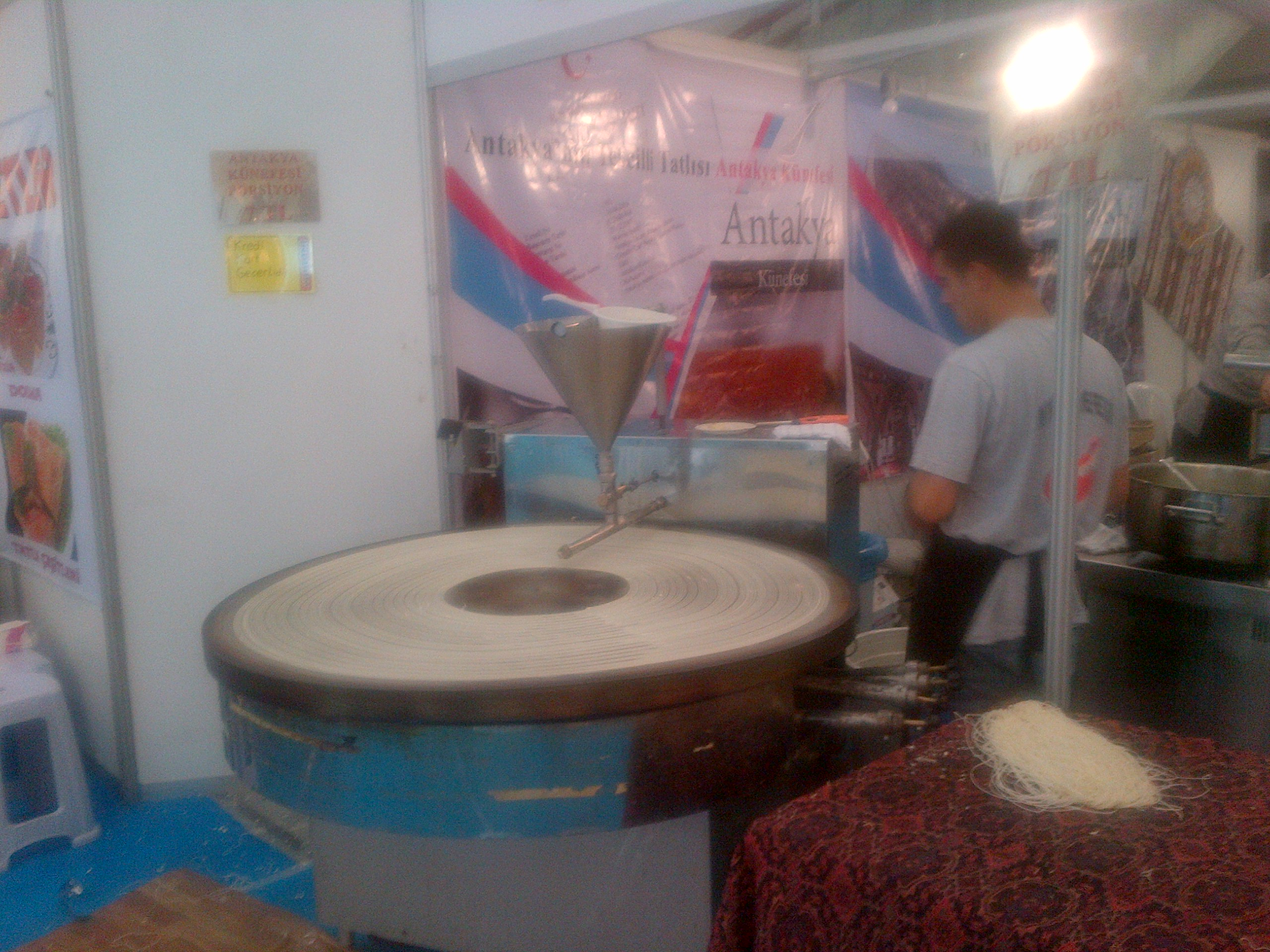
Fabrică de cataif din Turcia

Cataif (neogreacă: κανταΐφι [kadaˈifi][kadaˈifi]; turcă kadayıf; bulgară /macedoneană /sârbă : kadaif  кадаиф; albaneză kadaif/-i; bosniacă kadaif), numit și păr de înger, este un produs de patiserie din spațiul balcanic și oriental.
Cataiful se prepară de regulă din tăiței subțiri cu o umplutură de migdale sau nuci și sirop de zahăr. Umplutura este condimentată cu scorțișoară și cuișoare și înfășurată în tăiței subțiri. După coacere și răcire, este însiropat cu un sirop de zahăr și lămâie. În bucătăria arabă, knafeh este cataif cu brânză.